# Ixia viridiflora
Ixia viridiflora  es una especie de planta fanerógama perteneciente a la familia de las iridáceas. 

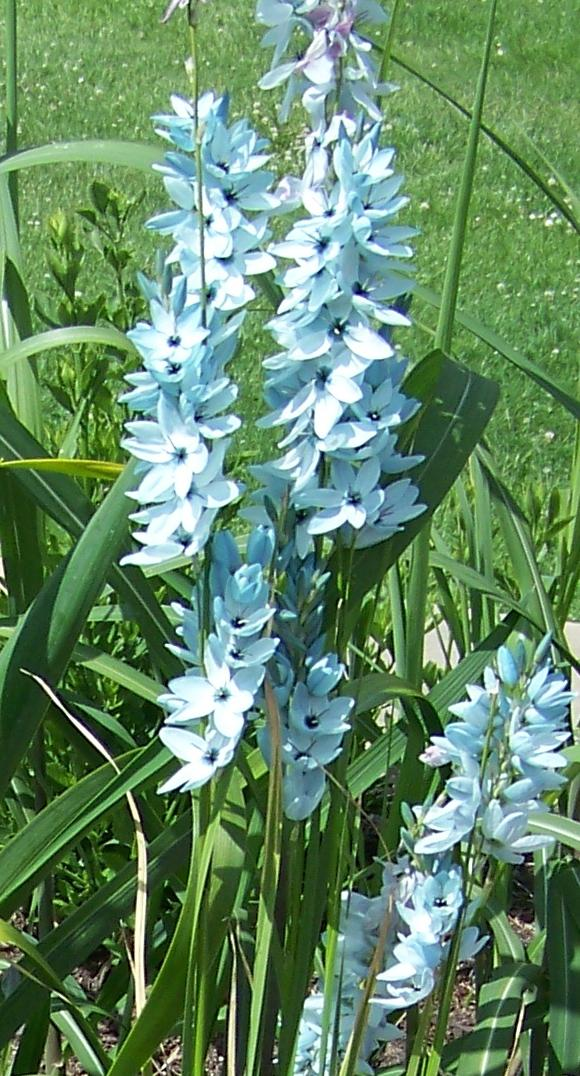
Flores

## Descripción
Ixia viridiflora, es una planta herbácea perennifolia, geofita que alcanza un tamaño de  0.5 - 1  m de altura. Se encuentra a una altitud de ? - 610 metros,  en Sudáfrica.
Ixia viridiflora, es originaria de las laderas  rocosas de arcilla y granito  en las áreas del sudoeste de la provincia del Cabo Occidental. Es una de las especies más ansiosamente buscadas debido a sus flores de color turquesa.

## Taxonomía
Ixia viridiflora fue descrita por Jean-Baptiste Lamarck y publicado en Encycl. 3: 340 1789.
Etimología
Ixia: nombre genérico que deriva del griego: ἰξία (ixia) (= χαμαιλέων λευκός, (leukos chamaeleon)), el cardo de pino, Carlina gummifera, una planta no relacionada en las (margaritas) de la familia Asteraceae.
viridiflora: epíteto latíno  que significa "con las flores verdes"
Sinonimia
- Ixia cana Eckl.
- Ixia maculata var. viridis Jacq.
- Ixia prasina Sol. ex Baker
- Ixia pulchra Salisb.
- Ixia spectabilis Salisb.
- Ixia spicata Andrews
- Ixia spicata var. viridinigra Andrews
- Ixia viridiflora var. cana (Eckl.) Baker
- Ixia viridiflora var. viridiflora
- Ixia viridis Thunb.[5][6]